# رابطة إعداد طرق المدن الهانزية السريعة - فرانكفورت - بازل

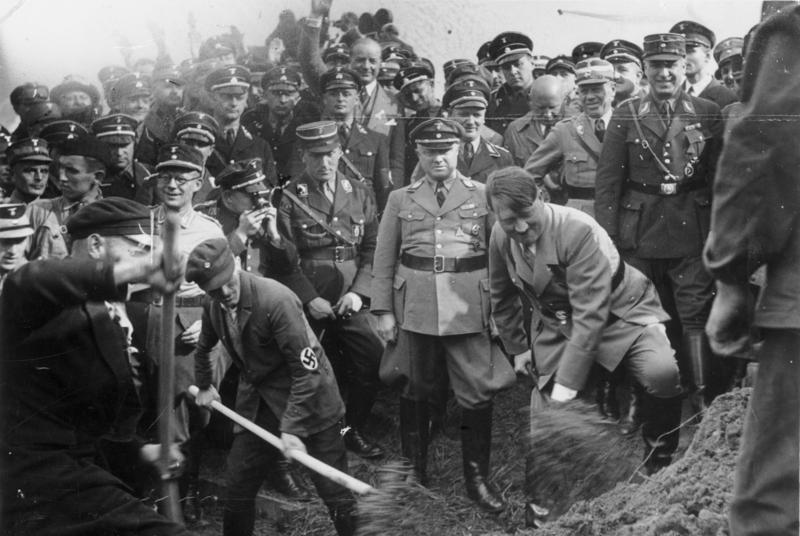

رابطة إعداد طرق المدن الهانزية السريعة - فرانكفورت - بازل (بالإنجليزية: Association for the preparation of the motorway Hanseatic cities–Frankfurt–Basel)‏، يشار إليها عادة باسم HaFraBa، وهي منظمة مكرسة لتطوير واحد من أول مشاريع أوتوبان الكبيرة في ألمانيا.

## الأساس والاسم
تأسست الجمعية في 6 نوفمبر 1926 باسم "Verein zum Bau einer Straße für den Kraftwagen-Schnellverkehr von Hamburg über Frankfurt a. M. nach Basel" (بالإنجليزية: Association for the building of a road for the automobile fast-moving traffic from Hamburg over Frankfurt to Basel)‏ ) روبرت أوتزن.  في 31 مايو 1928، تم تغيير اسم الجمعية إلى Verein zur Vorbereitung der Autostraße Hansestädte-Frankfurt-Basel لتشمل مدينتي بريمن ولوبيك الهانزيين في التخطيط. كما تبدأ شروط هامبورغ وHansestädte بالحروف نفسها، يمكن الحفاظ على الاختصار HaFraBa.